# 기타아라이역
기타아라이역(일본어: 北新井駅)은 일본 니가타현 묘코시에 있는 에치고토키메키 철도 묘코 하네우마 라인의 철도역이다.

## 승강장
단선 승강장 1면 1선의 구조를 지닌 지상역이다.

## 역 주변
- 국도 제292호선
- 아라이 쇼핑센터
- 아라이 신용금고 기타 지점

## 역사
- 1955년 7월 15일 : 개업.
- 1987년 4월 1일 : 민영화에 의해, 동일본 여객철도로 이관.
- 2015년 3월 14일 : 호쿠리쿠 신칸센 연장 개통에 따라, 에치고토키메키 철도로 이관.

## 인접 정차역
| 에치고토키메키 철도 ■ 묘코 하네우마 라인 | 에치고토키메키 철도 ■ 묘코 하네우마 라인 | 에치고토키메키 철도 ■ 묘코 하네우마 라인 |
| ---------------------------------------- | ---------------------------------------- | ---------------------------------------- |
| 아라이 묘코코겐 방면                     | ■ 쾌속 (신에쓰 본선 직결 운행) ■ 보통    | 조에쓰묘코 나오에쓰 방면                 |